# Monobracia
Monobracia is prototype van een enkelzijdige achterwielophanging van Moto Guzzi motorfietsen.
Het systeem werd getoond op diverse shows rond 1990, maar nooit toegepast. Wel had Moto Guzzi in 1952 al een dergelijk systeem op de Galetto 175. Ook het Cagiva 750 F4 prototype had een monobracia achtervork. Vanaf 2003 paste Moto Guzzi het CARC-systeem als enkelzijdige wielophanging toe.